# Donje Novo Selo (Đakovica)
Pour les articles homonymes, voir Donje Novo Selo.
Novosellë e Ulët en albanais et Donje Novo Selo en serbe latin (en serbe cyrillique : Доње Ново Село) est une localité du Kosovo située dans la commune/municipalité de Gjakovë/Đakovica, district de Gjakovë/Đakovica (Kosovo) ou de Pejë/Peć (Serbie). Selon le recensement kosovar de 2011, elle compte 532 habitants, tous albanais.

## Démographie

### Évolution historique de la population dans la localité
| 1948 | 1953 | 1961 | 1971 | 1981 | 1991 | 2011 |
| ---- | ---- | ---- | ---- | ---- | ---- | ---- |
| 337  | 367  | 436  | 548  | 766  | 933  | 532  |

|  |